# Urban III.

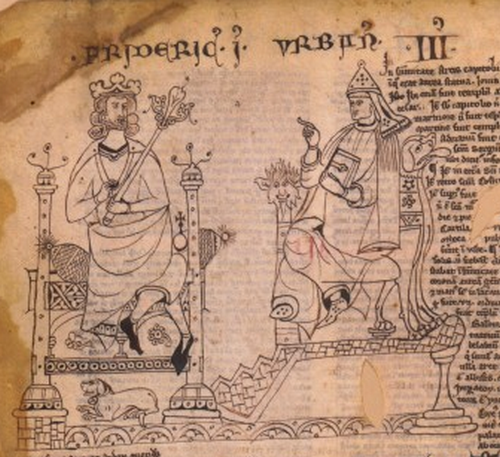
Papst Urban III. (re.) mit Kaiser Friedrich I. Barbarossa (Miniatur; Hommage des Gottfried von Viterbo, 12. Jh.)

Urban III. (* um 1120 in Mailand; † 20. Oktober 1187 in Ferrara), ursprünglich Uberto Crivelli, war vom 25. November 1185 bis zu seinem Tod am 20. Oktober 1187 Papst.
Als Angehöriger einer Mailänder Familie stand er wie die meisten Lombarden in Opposition zu Kaiser Friedrich I. Barbarossa.
Im Jahre 1168 wurde er Archidiakon von Bourges und Mailand; Bischof von Vercelli; am 9. Januar 1185 zudem Erzbischof von Mailand. Am 17. Dezember 1182 wurde er von Papst Lucius III. zum Kardinal erhoben. Ihm wurde als Kardinalpriester die Titelkirche San Lorenzo in Damaso zugewiesen.
Am 25. November 1185 wurde er in Verona als Nachfolger des am gleichen Tage verstorbenen Papstes Lucius III. zum Papst gewählt; sein Amt als Erzbischof von Mailand behielt er bei.
Bemühungen um eine Verständigung mit dem Kaiser scheiterten. Bei der Hochzeit Konstanzes mit dem Thronfolger Heinrich VI. in Mailand ließ er sich durch zwei Kardinäle vertreten. Als die Stadt Cremona, wohl mit Wissen und Billigung des Papstes, gegen den Kaiser revoltierte, wurde sie von Barbarossa unterworfen, der mit Unterstützung der deutschen Geistlichkeit offen den Papst für den Aufstand verantwortlich machte.
Als der Einflussbereich des Papstes fast gänzlich auf Verona beschränkt war – Heinrich VI. hatte nahezu die gesamte Lombardei unterworfen – lenkte Urban III. im Streit mit der weltlichen Macht ein und begab sich auf eine Reise nach Venedig zu den sich dort versammelnden Kreuzfahrern.
Am 20. Oktober 1187 starb er in Ferrara, angeblich aus Bestürzung über die Eroberung Jerusalems durch Sultan Saladin am 2. Oktober.